# Силисили
Силисили (англ. Silisili) — гора в центре острова Савайи (округ Гагаифомауга, Самоа). Высота — 1858 метров над уровнем моря, Силисили является высшей точкой государства Самоа, архипелага Самоа, а также занимает четвёртую строчку в списке высших точек всех островов Тихого океана, входящих в часть света Океания, без учёта Папуа — Новой Гвинеи и Новой Зеландии.
Восхождение на гору является довольно популярной туристической достопримечательностью и занимает два дня, наличие проводника обязательно. Ближайшие населённые пункты — деревни Сасина, Сагоне и Салаилуа, расположенные в 16—17 километрах по прямой.
С самоанского языка слово силисили переводится как «высший, самый высокий».